# Ugo II di Cipro
Ugo II di Cipro, noto anche come Ugo II di Lusignano (Nicosia, 1253 – Nicosia, 1267), fu re di Cipro ed ultimo esponente diretto della dinastia dei Lusignano che regnarono sull'isola, dal 1253 alla sua morte.

## Biografia

### Infanzia e ascesa

Ritratto di Enrico I di Cipro nella Basilica di Santa Caterina d'Alessandria, Galatina

Ugo, come ci conferma la Chroniques d'Amadi et de Strambaldi. T. 1, era figlio del re di Cipro, Enrico I, e della sua terza moglie Piacenza di Antiochia, come ci viene confermato dal Recueil des historiens des croisades. Historiens occidentaux. Tome second, come confermano anche Les familles d'outre-mer.
Sia secondo Les familles d'outre-mer, che il Recueil des historiens des croisades. Historiens occidentaux. Tome second, Enrico I di Cipro era l'unico figlio maschio del secondo re di Cipro della dinastia dei Lusignano, Ugo I e di Alice di Champagne, che, ancora secondo il Recueil des historiens des croisades. Historiens occidentaux. Tome second, era la figlia secondogenita della regina di Gerusalemme, Isabella di Gerusalemme e del suo terzo marito, il conte di Champagne, Enrico II, che, secondo la Chronica Albrici Monachi Trium Fontium, Enrico era il figlio maschio primogenito del Conte di Champagne (conte di Troyes e conte di Meaux) e di Brie, Enrico I il Liberale e di Maria di Francia, che, sia secondo il cronista e monaco benedettino inglese, Matteo di Parigi, che secondo la Chronica Albrici Monachi Trium Fontium, Maria era la figlia primogenita di Luigi VII, detto il Giovane, re di Francia, e della duchessa d'Aquitania e Guascogna e contessa di Poitiers, Eleonora d'Aquitania, che, ancora secondo la Chronica Albrici Monachi Trium Fontium, era la figlia primogenita del duca di Aquitania, duca di Guascogna e conte di Poitiers, Guglielmo X il Tolosano e della sua prima moglie, Aénor di Châtellerault († dopo il 1130), figlia del visconte Americo I di Châtellerault e della Maubergeon, che al momento della sua nascita era l'amante di suo nonno Guglielmo IX il Trovatore.

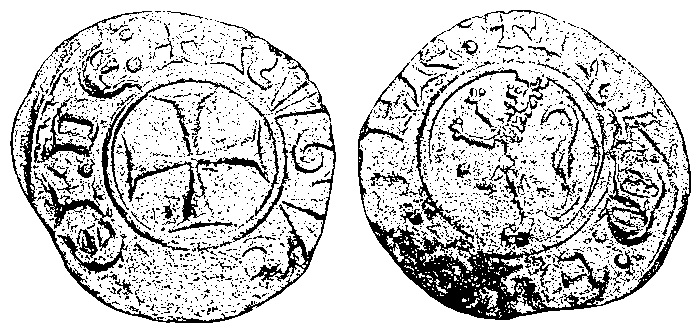
Denaro di Ugo III di Cipro che, al rovescio, presenta un leone. L'iscrizione afferma: HUGUE REI DE IRLM E D CHPR (Ugo, re di Gerusalemme e Cipro)

Suo padre, Enrico I di Cipro morì nel gennaio del 1253, a soli 36 anni; secondo la Chroniques d'Amadi et de Strambaldi. T. 1, Enrico I morì il 18 gennaio e fu tumulato nella chiesa degli Ospitalieri di San Giovanni di Gerusalemme di Nicosia; la notizia della morte di Enrico I viene riportata anche dal Recueil des historiens des croisades. Historiens occidentaux. Tome second.
A Enrico I successe proprio il figlio in fasce, Ugo, come Ugo II sotto la reggenza della moglie (madre di Ugo) Piacenza.
La madre governò l'isola, per conto di Ugo II, appoggiandosi ai veneziani e ai pisani, sinché, nel 1257, nacquero problemi coi genovesi di Cipro, ed anche con quelli di Gerusalemme.
Allora, ancora secondo il Recueil des historiens des croisades. Historiens occidentaux. Tome second, suo zio, Boemondo VI, principe d'Antiochia e conte di Tripoli, fratello di sua madre, Piacenza, li condusse a San Giovanni d'Acri.
Nel 1261, alla morte di sua madre, Piacenza, la reggenza passò a suo cugino, anche lui di nome Ugo; la reggenza di Ugo a seguito della morte di Piacenza viene confermata sia dal Recueil des historiens des croisades. Historiens occidentaux. Tome second, che dalla Chroniques d'Amadi et de Strambaldi. T. 1.

Il cugino Ugo condusse le truppe cipriote in battaglie, tra cui quella di Acri del 1265.

### Matrimonio

Stemma del casato degli Ibelin

Nel 1264 si sposò con Isabella di Ibelin (1252 - 1282), pronipote del potente nobile crociato Giovanni di Ibelin, faceva parte dell'influente famiglia Ibelin, figlia di Giovanni II di Beirut e da Alice de la Roche; secondo Les familles d'outre-mer, il matrimonio non fu consumato data la giovane età di re Ugo II.

### Morte
Quando infatti il giovanissimo re morì, nel 1267, a soli 14 anni e senza eredi, come ci viene confermato sia da Les familles d'outre-mer, che dalla Chroniques d'Amadi et de Strambaldi. T. 1, e dal Recueil des historiens des croisades. Historiens occidentaux. Tome second.
A Cipro, estintasi la linea diretta dei Lusignano, andò proprio al cugino Ugo, che aggiunse al suo cognome quello dei Lusignano, dando inizio al ramo collaterale degli Antiochia, che avrebbero governato l'isola fino al 1489, quando i Veneziani se ne impossessarono.

## Ascendenza
|                                  |                                   |                                          | Genitori                                   |  |  | Nonni |  |  | Bisnonni                |  |  | Trisnonni                      |  |
|                                  |                                   |                                          |                                            |  |  |       |  |  | Amalrico I, re di Cipro |  |  | Ugo VIII, signore di Lusignano |  |
|                                  |                                   |                                          |                                            |  |  |       |  |  | Amalrico I, re di Cipro |  |  | Ugo VIII, signore di Lusignano |  |
|                                  |                                   | Burgundia di Rançon, signora di Fontenay |                                            |  |  |       |  |  | Amalrico I, re di Cipro |  |  |                                |  |
| Ugo I, re di Cipro               |                                   |                                          |                                            |  |  |       |  |  | Amalrico I, re di Cipro |  |  |                                |  |
|                                  |                                   | Eschiva di Ibelin                        | Baldovino, signore di Ibelin               |  |  |       |  |  |                         |  |  |                                |  |
|                                  |                                   | Eschiva di Ibelin                        | Baldovino, signore di Ibelin               |  |  |       |  |  |                         |  |  |                                |  |
|                                  |                                   | Eschiva di Ibelin                        | Richilde di Bethsan                        |  |  |       |  |  |                         |  |  |                                |  |
| Enrico I, re di Cipro            |                                   | Eschiva di Ibelin                        |                                            |  |  |       |  |  |                         |  |  |                                |  |
|                                  |                                   | Enrico II, conte di Champagne            | Enrico I, conte di Champagne               |  |  |       |  |  |                         |  |  |                                |  |
|                                  |                                   | Enrico II, conte di Champagne            | Enrico I, conte di Champagne               |  |  |       |  |  |                         |  |  |                                |  |
|                                  |                                   | Enrico II, conte di Champagne            | Maria di Francia                           |  |  |       |  |  |                         |  |  |                                |  |
| Alice di Champagne               |                                   | Enrico II, conte di Champagne            |                                            |  |  |       |  |  |                         |  |  |                                |  |
|                                  |                                   | Isabella, regina di Gerusalemme          | Amalrico I, re di Gerusalemme              |  |  |       |  |  |                         |  |  |                                |  |
|                                  |                                   | Isabella, regina di Gerusalemme          | Amalrico I, re di Gerusalemme              |  |  |       |  |  |                         |  |  |                                |  |
|                                  |                                   | Isabella, regina di Gerusalemme          | Maria Comnena                              |  |  |       |  |  |                         |  |  |                                |  |
| Ugo II, re di Cipro              |                                   | Isabella, regina di Gerusalemme          |                                            |  |  |       |  |  |                         |  |  |                                |  |
|                                  | Boemondo IV, principe d'Antiochia | Boemondo III, principe d'Antiochia       |                                            |  |  |       |  |  |                         |  |  |                                |  |
|                                  | Boemondo IV, principe d'Antiochia | Boemondo III, principe d'Antiochia       |                                            |  |  |       |  |  |                         |  |  |                                |  |
|                                  | Boemondo IV, principe d'Antiochia | Orgueilleuse di Harenc                   |                                            |  |  |       |  |  |                         |  |  |                                |  |
| Boemondo V, principe d'Antiochia | Boemondo IV, principe d'Antiochia |                                          |                                            |  |  |       |  |  |                         |  |  |                                |  |
|                                  |                                   | Plaisance Embriaco                       | Ugo III Embriaco, signore di Gibelletto    |  |  |       |  |  |                         |  |  |                                |  |
|                                  |                                   | Plaisance Embriaco                       | Ugo III Embriaco, signore di Gibelletto    |  |  |       |  |  |                         |  |  |                                |  |
|                                  |                                   | Plaisance Embriaco                       | Stefania di Milly                          |  |  |       |  |  |                         |  |  |                                |  |
| Piacenza di Antiochia            |                                   | Plaisance Embriaco                       |                                            |  |  |       |  |  |                         |  |  |                                |  |
|                                  |                                   | Paolo dei conti di Segni                 | Riccardo dei conti di Segni, conte di Sora |  |  |       |  |  |                         |  |  |                                |  |
|                                  |                                   | Paolo dei conti di Segni                 | Riccardo dei conti di Segni, conte di Sora |  |  |       |  |  |                         |  |  |                                |  |
|                                  |                                   | Paolo dei conti di Segni                 | N. di Svevia                               |  |  |       |  |  |                         |  |  |                                |  |
| Luciana dei conti di Segni       |                                   | Paolo dei conti di Segni                 |                                            |  |  |       |  |  |                         |  |  |                                |  |
|                                  |                                   | Filippa Galardo                          | …                                          |  |  |       |  |  |                         |  |  |                                |  |
|                                  |                                   | Filippa Galardo                          | …                                          |  |  |       |  |  |                         |  |  |                                |  |
|                                  |                                   | Filippa Galardo                          | …                                          |  |  |       |  |  |                         |  |  |                                |  |
|                                  |                                   | Filippa Galardo                          |                                            |  |  |       |  |  |                         |  |  |                                |  |

### Fonti primarie
- (LA)  Monumenta Germaniae Historica, Scriptores, tomus XXIII.
- (LA)  Matthæi Parisiensis, monachi Sancti Albani, Chronica majora, vol II.
- (FR)  Recueil des historiens des croisades. Historiens occidentaux. Tome second.
- (IT)  Chroniques d'Amadi et de Strambaldi. T. 1.

### Letteratura storiografica
- (FR)  Les familles d'outre-mer.
- (EN) Hans E. Mayer, The Crusades, Oxford, 1965.
- (EN) Peter W. Edbury, John of Ibelin and the Kingdom of Jerusalem, Boydell Press, 1997.
- (FR) René Grousset, L'Empire du Levant: Histoire de la Question d'Orient, collana Bibliothèque historique, Parigi, Payot, 1949 (réimpr. 1979), ISBN 2-228-12530-X.
- (FR) Louis de Mas Latrie, Histoire de l'Île de Chypre sous le règne des princes de la Maison de Lusignan, Paris, Imprimerie Impériale, 1852-1861,  pp. 363-420, OCLC 156109086.